# 哥妹俩之惊历48
《哥妹俩之惊历48》是《哥妹俩》漫画系列拍摄为真人版故事的馬來西亞中文电影，由曾经执导过《初恋红豆冰》、《老师嫁老大》、《辣死你妈2.0》、《鬼老大哥大》与《Lelio婆婆》的導演由昊（Euho）担任。該电影是Haha Pictures、Lead Creative Pictures、Eden Entertainment 和Asia Tropical Films合制品，也是馬來西亞史上首部改編自漫畫系列的作品，于2013年8月15日上映。

## 剧情摘要
故事讲述哥妹俩果果和美美一起帮助转学生好彩寻找亲生哥哥运财，寻亲过程中笑料百出，峰回路转，兜兜转转之后终于成功让兄妹俩破镜重圆。

## 演員陣容

### 主要演员
| 演員   | 角色     | 简称       | 人物简介 |
| 陈之财 | 徐阿树   | 果爸、阿打 | 性格善良、宠爱孩子 徐太太之夫 徐果果、徐美美之父                                                            |
| 林佩盈 | 徐太太   | 果妈       | 爱下厨烹饪、对孩子严厉 徐阿树之妻 徐果果、徐美美之母 雷金水之姐                                             |
| 叶子诚 | 徐果果   | 果果       | 性格幽默、精灵古怪且耍爱聪明的小学生 徐阿树、徐太太之子 徐妹妹之兄                                          |
| 罗敏儿 | 徐美美   | 美美       | 单纯的女孩 徐阿树、徐太太之子 徐果果之妹                                                                    |
| 谢佳见 | 雷金水   | 老师舅     | 体育老师、积极尽责的老师 徐果果、徐美美的舅舅 果妈的弟弟                                                    |
| 贝儿   | 珍紫     | 珍紫姐姐   | 为了赚些钱而租出房子所另外认识的女子 徐果果家的租户                                                         |
| 陈思颐 | 方老师   | -          | 外表严肃，但却非常关爱学生 徐果果的班主任                                                                   |
| 李馨巧 | 吴好彩   | -          | 徐果果的同学之一、在孤儿院生活、在吴运财18岁那一年就离开孤儿院、与吴运财分开、后来吴好彩被人领养 吴运财之妹 |
| 王赴颖 | 吴运财   | -          | 在孤儿院生活、18岁那一年就离开孤儿院、与吴好彩分开 吴好彩之兄                                               |
| 袁顺成 | 笨贼老大 | 周训       | - |
| 贝福权 | 笨贼     | 赵威       | - |
| 叶良财 | 逃犯     | 张子义     | - |
| 王嘉韵 | 女警     | -          | - |
| 蔡炜祥 | 警察     | -          | - |

## 制作背景
制作真人戏剧一直以来都是徐有利的三计划之一。2011年6月7日，有利在面子书上公布《哥妹俩》真人版电影或电视连续剧即将落实。当时的他犹豫是否该挑选来自台湾和中国大陆的男女孩童作為系列中的主要角色，因此決定參考面子书的众人意见作出数日的謹慎考慮。
有利之前所提议过来自中国大陆的小小彬飾演為男主角果果遭到多人的不赞同，并且他们认为邀请当地儿童来演艺真人版电影便已足够。2012年9月8日，有關當局在吉隆坡举行《哥妹俩》小演员甄选面试活动。成绩出乎意料，该活动受到家长们的热烈支持，同时吸引了数百位小孩出席。2012年10月便开始公开招募六岁至十二岁儿童男女小演员。2012年10月11日，《哥妹俩》电影新闻发布会向各位出席的贵宾以及记者们宣布真人电影版正式实行。
2012年12月6日，《哥妹俩之惊历48》正式开镜。
飾演《哥妹倆》角色們的叶子诚、罗敏儿、陈之财、林佩等开始在吉隆坡，马六甲和柔佛新山取景，预计一个月内拍毕，并订于明年6月上映。雖然如此，由於馬來西亞電檢局的嚴謹上映影片審查，上映日期從2013年6月改成2013年8月1日，然後再三地改至2013年8月15日。
《哥妹俩之惊历48》音乐专辑选拔赛在2013年1月19日开始实行，以网络投票方法选出最佳歌曲。

## 影片續集
《哥妹倆之驚歷48》廣受好評。據2013年8月20日《哥妹倆》拍續集發佈會指出，在電影中飾演果果及美美的葉子誠與羅敏兒獲松江傳媒文化集團（SKT）相中，正式簽約為旗下藝人，時長為五年，並且也將繼續參與《哥妹倆之驚歷48》續集。松江傳媒文化集團主席鄭水興說，公司將積極為他們提供訓練，爭取海外電影、節目的參與機會、並計劃重金禮聘國際知名導演提拔他們。《哥妹倆》電影出品人兼HAHA Pictures執行董事楊克傑說，電影上映后獲得很好的回響，美中不足的是電影上映時間錯過了學校假期，但已經著手準備續集的拍攝。雖然如此，時隔數年至今，依然未從相關人士或官網獲得最新消息。

## 评价
该电影虽然已经落幕，然而票房成绩却并不是很理想，仅仅取得60万的票房，最后更是只得83万的票房下档。原著漫画作者徐有利列出主要败北的原因：
- 上映档期欠佳和宣传不足；
- 院线安排沟通不良和电检局也是个关键失利原因之一；
- 本土电影欠缺号召力、素质无法跟海外高水平电影竞争等。(譬如同时期上映的美国好莱坞电影《遗落战境》、《了不起的盖茨比 (2013年电影)》、《速度与激情6》、《超人：钢铁之躯》、《钢铁侠3》、《雷神2》以及日本动画电影《大雄的秘密道具博物馆》等)

徐有利申明整体电影表现并不差，在网络上也得来了一些正面的评论和留言。美中不足的是该电影故事的中心点并不强，这使《哥妹俩》原创作品的故事存在淡然地越过，读者们也开始觉得不对味。《哥妹俩之惊厉48》的中心点却落在警匪的追逐下、中医成人笑话以及阿牛可有可无的飞车追随老婆情节等。徐有利深悔当初没把该电影的剧本经过严格的控制，并且按照原创的中心路线来宽展故事。再加上沟通不良以及缺乏对制作电影的经验，《哥妹俩之惊厉48》最终留下未得到满意的成果。

## 外部連結
- 哥妹倆.tv面子書官方網站 （页面存档备份，存于）
- 哥妹倆.tv Youtube官方網站
- 哥妹倆之驚歷48在Asia Tropical Films